# Ruben Penninga
Ruben Penninga (Arnhem, 11 de setembro de 1997) é ex-voleibolista indoor, atualmente um jogador de vôlei de praia neerlandês.

## Carreira
Ele iniciou sua trajetória no voleibol de quadra em 2007, representou a seleção neerlandesa nos qualificatórios Sub-19 em 2013 e em 2015, na categoria Sub-20 em 2014 e em 2016. Na temporada de 2015-16 atuou na elite nacional pelo Talentteam Papendal.
Em 2013, já competia no vôlei de praia, e formando dupla com Hans ten Dam disputou a edição da Continental Cup da Juventude, terminando em quarto lugar na fase de grupos (Grupo B) sediado em Haia e o décimo sétimo lugar no Campeonato Europeu Sub-18 em Molodechno. No Campeonato Europeu Sub-18 de Kristiansand, foi semifinalista ao lado de Nikita Artamonov. No circuito neerlandês de 2015, conquistou o quarto lugar na etapa de Flessingue ao lado de Erik Nijland, depois o título da etapa de  Ameland ao lado de Jasper Bouter, como também o décimo terceiro lugar na etapa de Amstelveen, ainda  disputou ao lado de Jannes van der Ham o Campeonato Europeu Sub-22 de 2015 em Macedo de Cavaleiros e finalizaram na décima sétima posição.
Estreou no circuito mundial de 2016 ao lado de Sven Vismans no Aberto de Antália, e pelo circuito nacional atuou com Mees Blom, campeões das etapas de Arnhem e Ameland,  vice-campeões na etapa de Scheveningen, terceiro colocados em Flessingue e terminaram em quinto na etapa de Sint Anthonis, ainda competiram na edição do Campeonato Europeu Sub-20 em Antália e conquistaram a sétima posição, ainda terminaram em quinto lugar nas etapas do Circuito WEVZa de Barcelona e Dijon; e novamente com Jasper Bouter terminaram em nono lugar no Campeonato Europeu Sub-22 de 2016 em Salonica
No circuito mundial de 2017, terminou na trigésima terceira posição no torneio três estrelas da Ilha Kish, e estava compondo dupla com Mees Blom, depois, conquistaram o vice-campeonato na etapa de Groningeen e o bronze na etapa em Arnhem, ambas pelo circuito nacional, além do décimo terceiro lugar na etapa de Werkendam, o nono lugar em Hoek van Holland e o sétimo lugar no segundo evento em Scheveningen, depois, esteve com Bas Verpoorten e obtiveram o terceiro lugar em Flessingue, na sequência compôs dupla com Tom van Steenis e também terminaram em terceiro nas etapas de Sint Anthonis, Utrecht e no primeiro evento em Scheveningen; retomou a dupla com Mees Blom no torneio três estrelas de Haia quando terminaram na vigésima quinta posição, também em quinto lugar em Ravenna e o décimo sétimo lugar na etapa de Barcelona do circuito WEVZA e o nono lugar na edição do Campeonato Mundial Sub-21 de 2017 em Nanquim.
Com Tom van Steenis terminou em quinto lugar no Campeonato Mundial Universitário de 2018 em Munique
campeões na etapa de Ravenna, e neste com Stefan Boermans foram vice-campeões na etapa de Quarteira, ambas pelo circuito WEVZA, e com Tom van Steenisdisputou o circuito mundial de 2018, iniciado em 2017, obtendo o nono lugar no torneio uma estrela de Montpellier, no torneio três estrelas de Qinzhou e no torneio uma estrela de Aalsmeer, em 2018, obtiveram o trigésimo terceiro lugar no torneio quatro estrelas de Haia,  o nono lugar no torneio uma estrela de Aalsmeer e também nos torneios uma estrela de  Liublian e Montpellier, no quadragésimo primeiro lugar no três estrelas de Mersin, mesma colocação obtida ao lado de Mees Blom no três estrelas de Lucerna,  e juntos terminaram em décimo terceiro lugar no uma estrela de Aydın e no de Liubliana. No circuito nacional de 2018, terminou em quinto lugar ao lado de Rik Damen.
Em 2019, voltou a parceria com Jasper Bouter, e juntos no circuito nacional conquistaram o título na etapa de Breda, os vice-campeonatos em Flessingue e Zaanstad, os terceiros lugares em Utrecht e Scheveningen, quartos lugares em Heerenveen  e Zutphen, também disputaram o circuito mundial, décimo sétimo lugar no três estrelas de Kuala Lumpur, quarto lugar em  Aydın, o trigésimo terceiro lugar no quatro estrelas de Ostrava, quadragésimo primeiro no cinco estrelas de Gstaad, vigésimo quinto lugar no quatro estrelas de Espinho, quinto lugar no uma estrela de Liubliana, medalhistas de bronze no uma estrela de Vaduz e nono no três estrelas de Qinzhou.
Nas competições de 2020, novamente foi parceiro de Jasper Bouter, terminaram na vigésima quinta posilçao no quatro estrelas de Doha, e no circuito nacional terminaram em quinto em Almelo,  vice-campeões em Zaanstad E obtiveram o titulo em Scheveningen  e o quarto lugar em Breda,  ainda foi vice-campeão em Heerenveen ao lado de Robert Meeuwsen.  Iniciou o circuito mundial de 2021 com Jasper Bouter, obtendo o nono lugar em Katara, o trigésimo terceiro lugar no quatro estrelas no primeiro evento de Cancún e o quadragésimo primeiro no segundo evento nesta cidade e com Christiaan Varenhorst foi vice-campeão da fase final da Continental Cup.
Em 2021 esteve com Matthew Immers e foi campeão em Groningen e em Almelo, e quinto lugar no torneio duas estrelas de Praga e medalha de prata no torneio duas estrelas em Apeldoorn. Na jornada seguinte forma dupla com Leon Luini,  e no circuito mundial de 2022, terminaram na décima nona posição no Challenge em Tlaxcala, medalhistas de bronze no Challenge de Itapema, nono lugar no Challenge de Doha, décima nona posição no Challenge de Kuşadası, vigésimo primeiro lugar no Elite 16 de Ostrava,  décimo sétimo lugar no Mundial de Roma 2022, ainda ocuparam a nona posição no Elite 16 em Gstaad e no Challenge de Espinho, obtendo a medalha de ouro no Challenge de Agadir, a quarta posição no  Elite 16 em Hamburgo, quinto lugar  no Challenge de Agadir e no Elite 16 de Hamburgo, décimo terceiro  no Elite 16 de Paris e nono em Cidade do Cabo, e ainda terminaram na décima sétima posição na edição do Campeonato Europeu de Voleibol de Praia de 2022 em Munique.
Em 2023, esteve novamente com Leon Luini e terminaram no circuito mundial, em décimo sétimo lugar no Challenge de La Paz (México), vigésimo primeiro lugar no Elite 16 de Tepic, trigésima terceira posição no Challenge de Itapema, décimo nono lugar no Challenge de Saquarema, vigésimo primeiro lugar no Elite 16 de Uberlândia.

## Títulos e resultados
- 2* de Apeldoorn do Circuito Mundial de 2021
- Challenge de Itapema do Circuito Mundial de 2022
- 1* de Vaduz do Circuito Mundial de 2019
- 2* de Aydın do Circuito Mundial de 2019
- Campeonato Europeu Sub-18 de 2014